# Dorfkirche Sernow

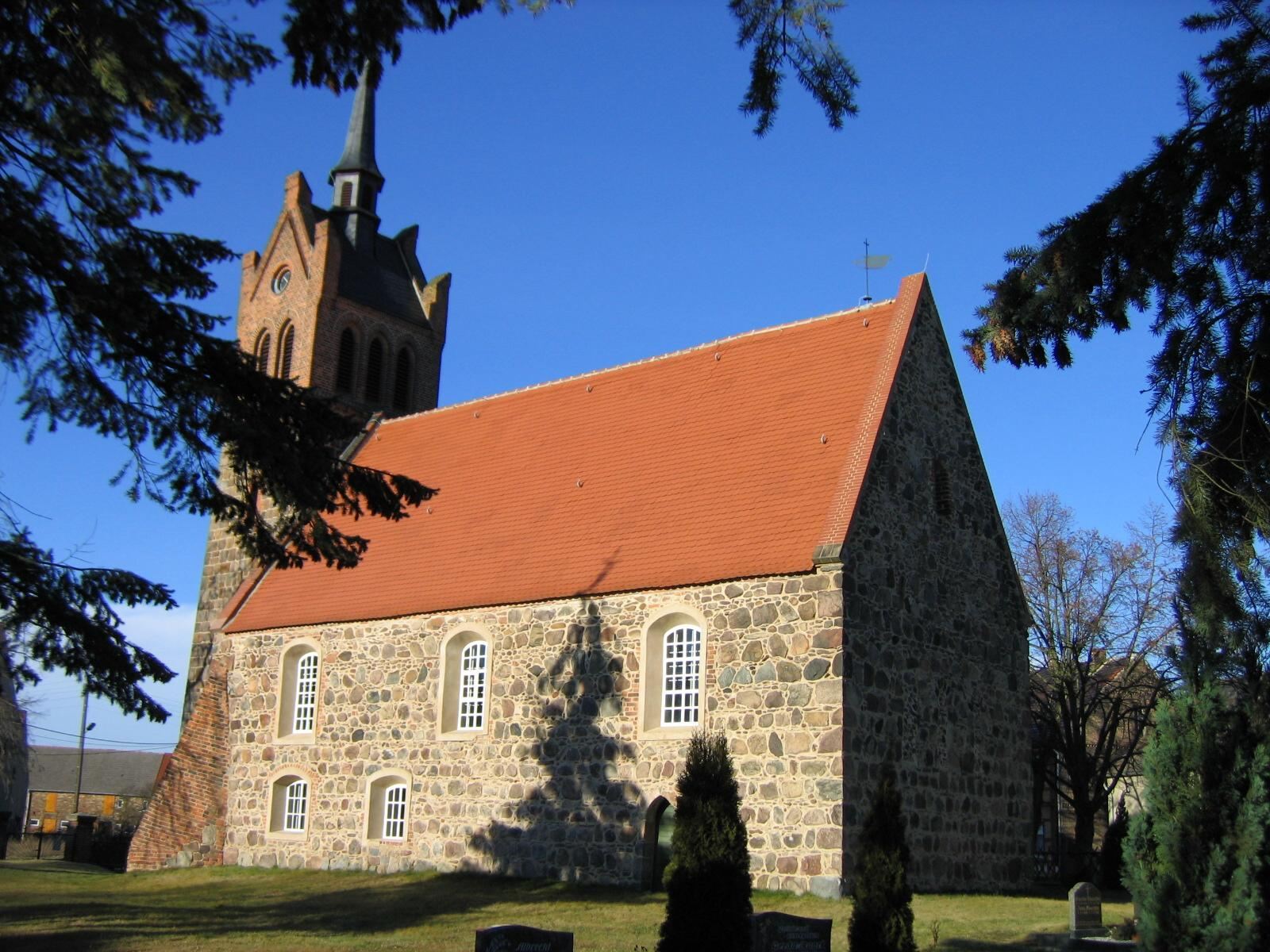
Dorfkirche Sernow

Die evangelische Dorfkirche Sernow ist eine Feldsteinkirche in Sernow, einem Ortsteil der Gemeinde Niederer Fläming im Landkreis Teltow-Fläming im Land Brandenburg. Die Kirchengemeinde gehört zum Kirchenkreis Zossen-Fläming der Evangelischen Kirche Berlin-Brandenburg-schlesische Oberlausitz.

## Lage
Die Landstraße 715 führt von Westen kommend auf den historischen Dorfanger zu und zweigt vor diesem nach Norden hin ab. In der Kurve wiederum verläuft die Dorfstraße auf den linsenförmigen Anger, der sich in Nordwest-Südost-Richtung erstreckt. Dort steht die Kirche auf einem Grundstück mit einem Kirchfriedhof, der mit einer Mauer aus unbehauenen und nicht lagig geschichteten Feldsteinen eingefriedet ist.

## Geschichte
Das Brandenburgische Landesamt für Denkmalpflege und Archäologische Landesmuseum (BLDAM) gibt in seiner Datenbank an, dass die Kirche „um 1300(?)“ entstanden sein könnte. Als sicher gilt, dass der Kirchturm im Jahr 1887 errichtet wurde. Das Bauwerk wurde 1953 restauriert.

## Baubeschreibung
Die Kirche entstand im Wesentlichen aus Feldsteinen, die wenig behauen und nur teilweise lagig geschichtet wurden. Der Chor ist gerade und nicht eingezogen; am Chorschluss die Reste einer zugesetzten Dreifenstergruppe erkennbar. Im Ostgiebel ist mittig eine kleine Öffnung.
Das Kirchenschiff hat einen rechteckigen Grundriss. An der Südseite des Langhauses sind drei große, „barock“ vergrößerte Rundbogenfenster, dessen Faschen mit einem hellen Putz versehen sind. Unterhalb sind im westlichen Bereich zwei deutlich kleinere Fenster sowie im Osten eine Priesterpforte, die aus der Bauzeit stammen dürfte.
Der Kirchturm ist querrechteckig, eingezogen und wurde aus Feld- und Mauersteinen errichtet. Er wird durch zwei Strebepfeiler an den westlichen Ecken des Langhauses stabilisiert und kann durch ein großes Portal von Westen her betreten werden. Im Glockengeschoss sind an der West- und Ostseite drei, an der Nord- und Südseite je zwei Klangarkaden. Dort ist im Giebel jeweils zusätzlich eine Turmuhr. Darüber erhebt sich das quergestellte Satteldach mit einem aufgesetzten Reiter.

## Ausstattung
Der hölzerne Kanzelaltar aus dem Jahr 1768 besteht aus einem Säulenaufbau mit geschnitzten Wangen, die mit Akanthus verziert sind. Darüber ist ein gesprengter Giebel mit einer Wolkenglorie und einem Dreieck mit drei Flammen als Zeichen der Trinität. Die westliche Empore entstand im 17. Jahrhundert. Darauf steht eine Orgel von Johann Christoph Schröther dem Jüngeren aus dem Jahr 1887 mit einem Prospekt aus dem Jahr 1824. Das Instrument mit neun Registern wurde 1988 von Hartmut Rönnecke restauriert. Die ursprüngliche Wandbemalung konnte bei einer Restaurierung freigelegt werden und erinnert an ein Perlentor.